# Nothing Records
Nothing Records fue una compañía discográfica estadounidense, especializada en rock industrial y música electrónica, fundada por Trent Reznor (de Nine Inch Nails) y John Malm, Jr. en 1992. Nothing Records cerró en 2004.

## Historia
Nothing Records es conocida principalmente por sus dos primeros fichajes, la banda de Reznor Nine Inch Nails y la banda de Marilyn Manson. Nothing lanzó todos los álbumes de Manson hasta Lest We Forget de 2004. Ninguno de los otros artistas que han firmado con Nothing han llegado a tener la repercusión de estas dos bandas.
De todas maneras, el sello se ganó un estatus icónico dentro de la escena del rock industrial, teniendo incluso su propio fanzine, Sick Among the Pure que dejó de funcionar en 2005. Nothing, a menudo regalaba a sus seguidores canciones a través de internet - como con Radio Nothing: una colección gratuita de MP3, compiladas por artistas de Nothing, productores y seguidores.
En septiembre de 2004, coincidiendo con la marcha de Reznor de Nueva Orleans hacia la costa oeste de Estados Unidos, se anunció la desaparición del sello. Después Trent Reznor llevó a juicio por fraude a John Malm, Jr..
Un post en nin.com del 5 de mayo de 2005 post to nin.com, Trent escribió, "Para que quede claro: mi trabajo con Nothing Records se terminó. ¿Está vivo Nothing Records o es una entidad? Tendríais que preguntarle a John Malm (no nos hablamos mucho últimamente)... Los estudios de Nothing siguen en Nueva Orleans y no estoy seguro de que haré con ellos. Ya veré cuando acaba la gira".

## Artistas

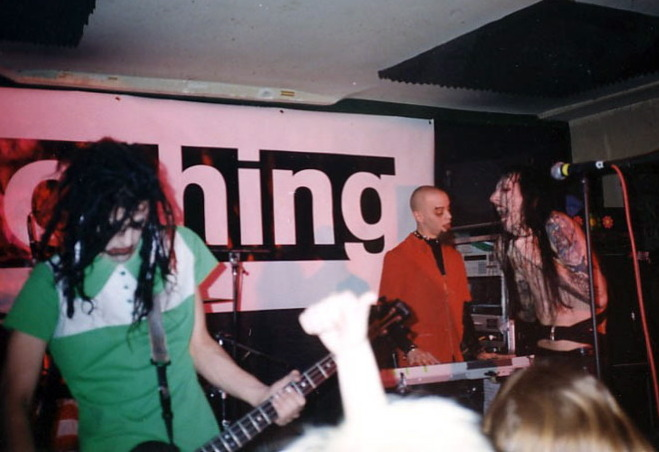
Actuación de Marilyn Manson durante la muestra de Nothing Records en 1996.

Además de Nine Inch Nails y Marilyn Manson, el sello también firmó y lanzó álbumes de 2wo, Pig, Pop Will Eat Itself, Prick, 12 Rounds, Einstürzende Neubauten, The The y Meat Beat Manifesto. Además, Coil estuvo contratado para lanzar un álbum que nunca se llegó a editar, aunque algunas de las canciones aparecen en The Ape of Naples y The New Backwards.  John Bergin también firmó bajo el nombre de Trust Obey, pero el álbum que grabó ("Hands of Ash") se lanzó en 1996 con Fifth Colvmn Records con una pegatina que citaba las palabras sobre el álbum de Reznor: "No tiene mucho potencial comercial".
Nothing también distribuía en Estados Unidos música de la discográfica británica de música electrónica, Warp Records, con álbumes de Autechre, Plaid y Squarepusher (y aunque el artista más conocido del sello, Aphex Twin aparece en el lanzamiento de Further Down the Spiral, ya tenía contrato con Sire Records en Estados Unidos).

## Estudios Nothing
Los estudios, situados en la calle 4500 Magazine, no sufrieron grandes daños por parte del huracán Katrina. Trent Reznor, dijo en una entrevista a la emisora de radio KROQ de Los Ángeles, que los estudios de New Orleans ya no eran tal. Después puso una serie de fotos en nin.com, detallando las repercusiones en sus estudios y alrededores hechos por el huracán, antes de tocar con su banda en un concierto benéfico para la reconstrucción de la zona.